# Saint-Beauzire (Alto Loira)
 Saint-Beauzire  es una población y comuna francesa, situada en la región de Auvernia, departamento de Alto Loira, en el distrito de Brioude y cantón de Brioude-Nord.

## Demografía
| 367 | 282 | 249 | 230 | 236 | 271 |
| Para los censos de 1962 a 1999 la población legal corresponde a la población sin duplicidades (Fuente: INSEE [Consultar]) |     |     |     |     |     |